# Dinofelis
Dinofelis är ett utdött släkte i ordningen kattdjur som sabeltandstigrar levde mellan senare pliocen och tidig pleistocen hittades i 5 - 1.2 miljoner år gamla avlagringar i Europa, Asien, Afrika av Nordamerika.